# Ruetz
Il fiume Ruetz è un corso d'acqua di 34,7 km del Tirolo, in Austria. Alimentato dai ghiacciai della Valle dello Stubai, esso sfocia nella Sill.

## Corso
Il fiume Ruetz possiede numerosi affluenti, come il Glamergrube, il Fernaubach e il Sulzaubach; in particolare quest'ultimo sfocia nel Ruetz nei pressi della malga Grawa Alm, dopo aver originato la cascata di Grawa, alta 180 m e monumento naturale dal 1979.
Nella sezione del suo corso che comprende il Sentiero delle Acque Selvagge (in tedesco WildeWasserWeg), il Ruetz presenta una cateratta formata da tante piccole cascate e rapide, in cui l'acqua scorre rapidamente.

## Centrali idroelettriche
Dal 1912 (anno in cui venne terminata la costruzione, iniziata nel 1909) al 1983 l'acqua del Ruetz veniva raccolta a Fulpmes e, attraverso un acquedotto, trasportata a Schönberg, dove in una centrale idroelettrica l'acqua veniva utilizzata per produrre corrente di trazione. È stata la prima grande centrale ferroviaria in Austria e alimentava la ferrovia di Mittenwald.
Dal 1983, invece, un'altra centrale situata a Fulpmes (che ha sostituito la precedente) fornisce energia per i treni delle ÖBB, prodotta a 180 metri di profondità. La centrale è in grado di produrre energia per 16 000 viaggi all'anno sui treni che collegano Innsbruck e Vienna.